# 小南隧道

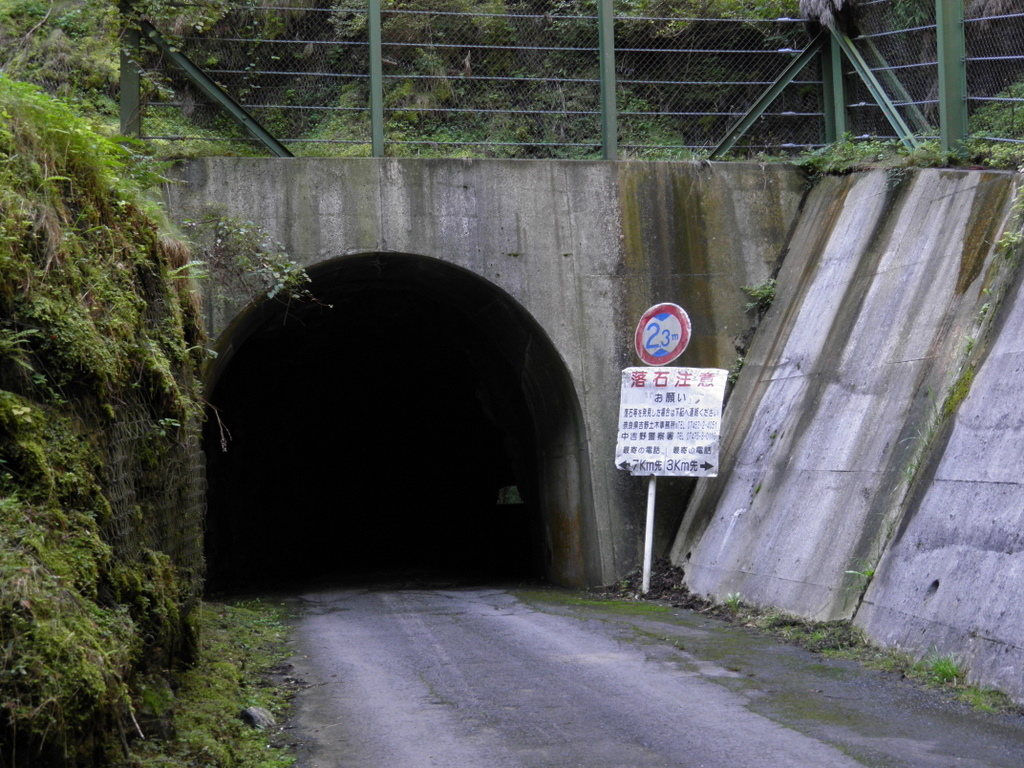
天川村一側的隧道口

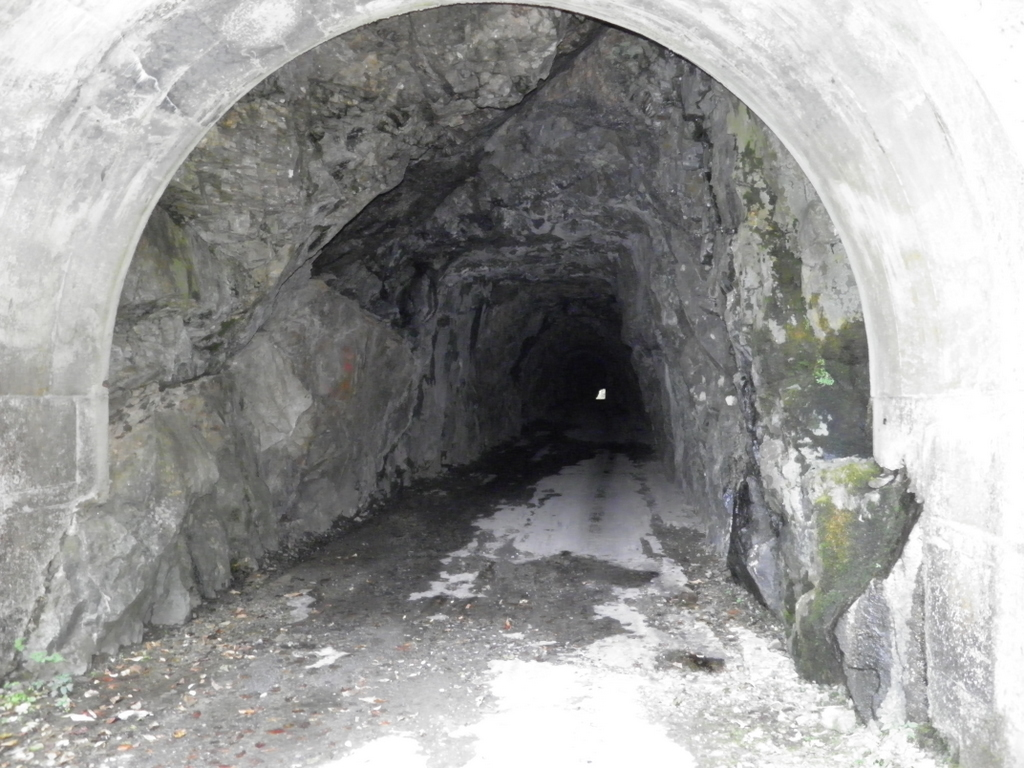
黑瀧村一側的隧道口

小南隧道（日语：／，也称为小南峠隧道，日语：／）是日本奈良县的一条公路隧道，承载奈良県道48号洞川下市線，穿过吉野郡黑瀧村与天川村之间的小南峠，长110米，高2.3米，手工开凿，1901年建成通车。